# Maria Graça Fernandes
Maria Graça Fernandes (Porto, 27 de abril de 1969), também conhecida por Maria Fernandes ou por Graça Fernandes, é uma atleta paralímpica de atletismo portuguesa. Competiu nas modalidades de salto em comprimento e 400 metros, na categorias T37/38 (deficiência intelectual), tendo conquistado três medalhas de bronze, uma nos Jogos Paralímpicos de Sidney 2000, outra no 6º Campeonato do Mundo de Atletismo do Comité Paralímpico Internacional (IPC) em Lyon, em 2013, e uma outra em Berlim, em 2018, no Campeonato Europeu paralímpico de atletismo.

## Percurso
Maria Graça Fernandes participou nos Jogos Paralímpicos de Sidney 2000 - onde conquistou a medalha de bronze nos 400 metros T38 (deficiência intelectual) -, Atenas 2004 e Pequim 2008.
Em 2013, Maria Graça participou no 6º Campeonato do Mundo de Atletismo do Comité Paralímpico Internacional (IPC) em Lyon. Nesta competição, ganhou uma medalha de bronze no salto em comprimento na categoria T37/38 (paralisia cerebral), com a marca de 4,27 metros, um novo recorde pessoal em provas promovidas pelo IPC.
De seguida, Maria Graça participou nos Jogos Paralímpicos Rio 2016, no seguimento de uma decisão do Comité Paralímpico Internacional relativamente à realocação de vagas. Nesta prova, conquistou o sexto lugar nos 400 metros (T38).
Em 2018, a atleta paralímpica conquistou a primeira medalha portuguesa do Campeonato Europeu paralímpico de atletismo, ficando em 3º lugar nos 400 metros (T38). Nesta prova, que decorreu em Berlim, Maria Graça percorreu a distância em 1.10,37 minutos, que lhe deu acesso à medalha de bronze.
No Dubai, ficou em sexto lugar na prova dos 400 metros (T38) do Mundial de Atletismo, em 2019, com um tempo de 1:10:10 minutos, a 13 centésimos do quinto posto.